# Ambrose Barlow
Ambrose Barlow, nato Edward (Chorlton-cum-Hardy, novembre 1585 – Lancaster, 10 settembre 1641), è stato un presbitero inglese; martirizzato sotto Carlo I, è venerato come santo dalla Chiesa cattolica ed è ricordato tra i santi quaranta martiri di Inghilterra e Galles.

## Biografia
Nacque nel 1585 a Chorlton-cum-Hardy, un villaggio a 4,8 km da Manchester, e venne battezzato col nome di Edward il 30 novembre di quell'anno. Era il quarto figlio di Sir Alexander Barlow e di Mary Brereton. La famiglia, di fede cattolica, si era convertita all'anglicanesimo con riluttanza dopo che lo Stato gli aveva sottratto i due terzi del suo patrimonio con le multe; in più il padre di Alexander Barlow morì nel 1584 in carcere per le sue credenze cattoliche.
Edward venne battezzato con rito anglicano. All'età di dodici anni (1597) fu mandato presso la famiglia di Sir Uryan Legh, un parente che si sarebbe preso cura di lui mentre si preparava a diventare paggio. Invece maturò in lui il desiderio di tornare all'«antica fede». Chiese di essere iscritto al Collegio inglese di Douai, nelle Fiandre, per essere avviato alla vita sacerdotale secondo i dettami della Chiesa cattolica. Nel 1607, dopo alcuni anni di preparazione, fu battezzato con il rito cattolico.
Rimase altri tre anni a Douai, presumibilmente per conseguire il baccellierato. Nel 1610 si trasferì al Collegio inglese di Valladolid, in Spagna, dove arrivò il 20 settembre di quell'anno. Due anni dopo conseguì la laurea magistrale e fece ritorno a Douai. Nella cittadina fiamminga viveva anche il fratello maggiore William, monaco benedettino del convento di San Gregorio fondato da John Roberts. Anche Edward si fece benedettino. Per il noviziato venne mandato nel monastero di Saint-Malo, in Bretagna, dove ricevette il nome di Ambrose in memoria di Sant'Ambrogio. Finito il noviziato, ritornò a San Gregorio, dove William era priore dal 1614. Nel 1615 emise i voti solenni e nel 1617 venne ordinato sacerdote. Subito dopo decise di partire in missione per l'Inghilterra.
Sbarcò sul suolo inglese sotto falso nome. Poi si diresse verso l'area di Manchester. Trovò un alloggio nel villaggio di Astley (15 km ad ovest di Manchester) dove fu ospitato da Sir Thomas Tyldesley, membro di una famiglia di ricusanti. La nonna di Sir Thomas aveva lasciato una rendita affinché un prete cattolico potesse svolgere la sua attività missionaria nella zona. Padre Ambrose visse in quell'area per i successivi ventiquattro anni, celebrando quotidianamente la messa e recitando il rosario con i parrocchiani cattolici. Girava quasi sempre a piedi, portandosi dietro tutto il necessario per celebrare di nascosto la Santa Messa ed i sacramenti, anche in diversi luoghi nello stesso giorno. Parroco itinerante, si faceva accompagnare da un fedele del luogo, che lo aiutava nello svolgimento del suo ministero. Barlow escogitò un sistema per non essere scoperto dalle spie: viaggiava per quattro settimane di paese in paese, poi si chiudeva nel suo alloggio per cinque settimane. Acquistò fama come predicatore e per la sua saggezza e la bontà d'animo. Non fu mai visto oziare e, quando non aveva impegni sacerdotali, amava dipingere quadri di Cristo e della Vergine.
Ambrose Barlow fu arrestato quattro volte e altrettante venne rilasciato. Durante uno di questi periodi passati in prigione, nel 1628, poté amministrare i sacramenti ad Edmund Arrowsmith, poco prima che venisse martirizzato (oggi Arrowsmith è santo). Dopo l'esecuzione il martire gli apparve in sogno per dirgli: «Io ho sofferto; ora tocca a te. Parla poco, perché cercheranno di cavillare su ogni tua parola».
All'inizio del 1641 Barlow ebbe un ictus che lo lasciò semiparalizzato. Aveva raggiunto i 54 anni. Il 7 marzo di quell'anno re Carlo I emanò un decreto di espulsione di tutti i sacerdoti cattolici, pena la morte. I parrocchiani e gli amici pregarono padre Ambrose di fuggire all'estero, ma egli si rifiutò. Fu catturato il giorno di Pasqua dello stesso anno, mentre celebrava la Messa solenne ad Astley. Venne rinchiuso nel castello di Lancaster. Furono fatti tentativi per trasferirlo a Londra, ma Barlow stesso rifiutò il trasferimento: desiderava che le cose seguissero il loro corso.
Il 7 settembre comparve davanti al giudice, il quale gli chiese perché non avesse lasciato l'Inghilterra. Allorché Barlow rispose che era troppo debole per affrontare un lungo viaggio. Il giudice gli chiese cosa pensasse della legge che condannava a morte i sacerdoti cattolici e come giudicasse coloro che avevano l'incarico di applicarla (cioè i giudici). Barlow rispose: «Se voi mi condannate a morte secondo una legge ingiusta, mandate me in paradiso e voi all'inferno». Il giudice esclamò: «Come? Non mi considerate come vostro vero giudice?». Il benedettino replicò:
Il giorno dopo fu condannato a morte. Il 10 settembre la sentenza fu eseguita per impiccagione, sventramento e squartamento.
Il cugino di padre Ambrose, Francis Downes, signore di Wardley Hall, era un cattolico devoto e riuscì a recuperare il cranio del martire e lo conservò in un luogo segreto del suo palazzo. Oggi il cranio è venerato come una reliquia del martire. Si venerano anche: una mandibola di padre Ambrose (custodita nella chiesa di Sant'Ambrogio a Chorlton-cum-Hardy, il suo paese natale) e la mano sinistra, conservata nell'abbazia di Stanbrook. Altre reliquie sono custodite in diverse chiese.

## Culto
Ambrose Barlow fu beatificato da Pio XI il 15 dicembre 1929 e fu canonizzato da Paolo VI il 25 ottobre 1970 nel novero dei Quaranta martiri inglesi e gallesi.